# AFL sezona 1961.
AFL sezona 1961. je bila druga po redu sezona AFL lige američkog nogometa. Završila je 24. prosinca 1961. utakmicom između pobjednika zapadne divizije San Diego Chargersa i pobjednika istočne divizije Houston Oilersa u kojoj su pobijedili Oilersi rezultatom 10:3 i tako osvojili svoj drugi naslov prvaka AFL-a, također drugi zaredom.

## Poredak po divizijama na kraju regularnog dijela sezone
| Istočna divizija |     |     |     |      |     |     |
| Momčad           | Pob | Por | Ner | %    | P+  | P-  |
| Houston Oilers*  | 10  | 3   | 1   | 76.9 | 513 | 242 |
| Boston Patriots  | 9   | 4   | 1   | 69.2 | 413 | 313 |
| New York Titans  | 7   | 6   | 1   | 53.8 | 301 | 390 |
| Buffalo Bills    | 5   | 9   | 0   | 35.7 | 294 | 342 |

| Zapadna divizija    |     |     |     |      |     |     |
| Momčad              | Pob | Por | Ner | %    | P+  | P-  |
| San Diego Chargers* | 12  | 2   | 0   | 85.7 | 396 | 219 |
| Dallas Texans       | 6   | 8   | 0   | 42.9 | 334 | 343 |
| Denver Broncos      | 3   | 11  | 0   | 21.4 | 251 | 432 |
| Oakland Raiders     | 2   | 12  | 0   | 14.3 | 237 | 458 |

Napomena: * - ušli u doigravanje, % - postotak pobjeda, P± - postignuti/primljeni poeni

## Doigravanje

### Prvenstvena utakmica AFL-a
- 24. prosinca 1961. San Diego Chargers - Houston Oilers 3:10

## Nagrade za sezonu 1961.
- Najkorisniji igrač (MVP) - George Blanda, quarterback, Houston Oilers

## Statistika po igračima
- Najviše jarda dodavanja: George Blanda, Houston Oilers - 3330
- Najviše jarda probijanja: Billy Cannon, Houston Oilers - 942
- Najviše uhvaćenih jarda dodavanja: Charley Hennigan, Houston Oilers - 1746